# 미초아칸사슴쥐
미초아칸사슴쥐(Osgoodomys banderanus)는 비단털쥐과에 속하는 설치류의 일종이다. 멕시코 서부의 좁은 지역에서만 발견된다. 미초아칸사슴쥐속(Osgoodomys)의 유일종이다. 멕시코에서만 발견된다.